# Runge (cratère)
Runge est un cratère lunaire situé à l'extrême Est de la face visible de la Lune au sud-ouest de la Mare Smythii. Le cratère Runge est situé au nord du cratère Warner et à l'Est du cratère Talbot. L'intérieur du cratère a été inondé par de la lave basaltique. Des impacts de petits craterlets sont visibles à l'intérieur du cratère. Une partie du contour a disparu sous les couches de lave.
En 1973, l'Union astronomique internationale a donné le nom de Runge à ce cratère en l'honneur du mathématicien et physicien allemand Carl Runge.

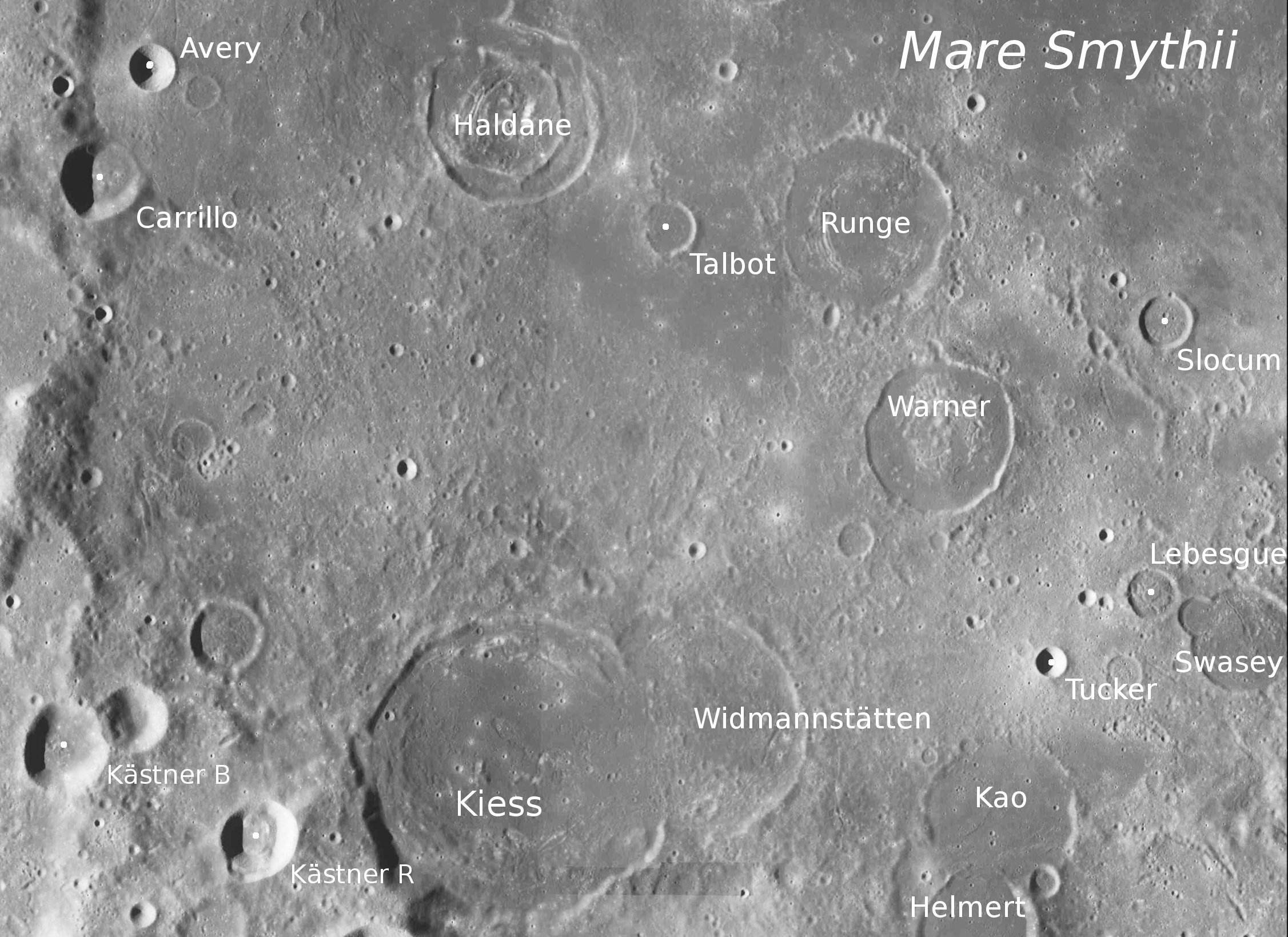
Vue du cratère Runge au sud-ouest de la Mare Smythii